# Debil (Album)
Debil ist das erste Studioalbum der deutschen Punkrock-Band Die Ärzte, das 1984 erschien. Am 21. Oktober 2005 wurde das Album unter dem Titel Devil wiederveröffentlicht, nachdem 2004 die Indizierung des Albums aufgehoben worden war.

## Hintergrund
Nach der noch beim Berliner Label Vielklang veröffentlichten EP Uns geht’s prima… nahm CBS Records die Berliner Punkband unter Vertrag. Das resultierende Album wurde in 13 Tagen eingespielt, produziert von den Ärzten und Stan Regal. Paul wurde als erste Single ausgekoppelt, ohne sich in den Singlecharts zu platzieren. Das Album blieb trotz zahlreicher begleitender Berichte in der Jugendzeitschrift Bravo lediglich ein Achtungserfolg. Durch zahlreiche Live-Auftritte und Tourneen konnte sich die Band allerdings nach und nach eine Fanbasis erspielen.

## Indizierung
Debil war drei Jahre im Handel, bevor es 1987 wegen der Lieder Claudia hat ’nen Schäferhund und Schlaflied von der Bundesprüfstelle für jugendgefährdende Schriften (BPjS), der heutigen Bundeszentrale für Kinder- und Jugendmedienschutz, auf die Liste der jugendgefährdenden Schriften (Indizierung) gesetzt wurde. Vorausgegangen war Anfang 1987 die Indizierung des späteren Albums Die Ärzte wegen des Liedes Geschwisterliebe, woraufhin auch frühere Veröffentlichungen überprüft wurden. Als Begründung für die Indizierung von Debil wurde angegeben, dass die beiden beanstandeten Titel „sozialethisch desorientierend“ wirken würden. Die Lieder würden eine „verrohende Wirkung“ ausüben und entließen den Hörer „im Zustand angespannter, latenter Aggressivität“. Claudia hat ’nen Schäferhund würde zudem auf „deviante Formen geschlechtlicher Befriedigung“ hinweisen. Der Text handelt von einem Mädchen namens Claudia, die sich ihre sexuelle Befriedigung durch den Geschlechtsverkehr mit einem Schäferhund holt. Die BPjS begründet weiter: „Zwar wird in der letzten Strophe auf die Gefahr des Verharzens hingewiesen, dennoch wird der Gesamteindruck vermittelt, geschlechtliche Kontakte mit einem Schäferhund überträfen bei weitem heterosexuelle Befriedigung.“ Das Schlaflied dagegen würde Gewalt „selbstzweckhaft darstellen“. Das Album durfte daher nur noch an Erwachsene abgegeben werden und unterlag einem Werbeverbot. Die beiden beanstandeten Lieder wurden später auch auf dem Minialbum Ab 18 veröffentlicht.
Nachdem die Indizierung am 30. November 2004 aufgehoben worden war, da die Bundesprüfstelle den Liedern im Rückblick eine „satirische Form“ attestierte und das Album vor dem Hintergrund der heutigen Medienerfahrungen Jugendlicher neu bewertete, kann das Album Debil wieder uneingeschränkt käuflich erworben werden.

## Lieder
Auf den LP- und MC-Veröffentlichungen des Albums sind die beiden Seiten des Albums als „Jungs“- bzw. „Mädchenseite“ betitelt. Noch vor dem ersten Lied ist auf beiden Seiten der Satz „Ey, du Blödmann, du hast die falsche Seite aufgelegt!“ zu hören. Auf den CD-Veröffentlichungen ist weder der Satz noch die geschlechterspezifische Zuordnung der Seiten enthalten.
Der Titel Ärzte-Theme wird im Film Richy Guitar mehrmals zitiert. Die Filmversion befindet sich u. a. auf der Neuveröffentlichung Devil.
Claudia hat ’nen Schäferhund wurde mit den Liedern Claudia II (hier wird der sexuelle Verkehr mit Pferden thematisiert) vom Minialbum Ab 18 und Claudia III (diesmal ist der Partner ein Mann) vom Livealbum Nach uns die Sintflut fortgesetzt. Mit Claudia (Teil 95) aus ihrem Comeback-Album Die Bestie in Menschengestalt, dessen einzige Textzeile „Claudia … ist tot“ und das Sample „Ja, er starb“ ist, wurde das Thema beendet.

## Singles
- Paul mit der B-Seite Erna P. Die Single kam nie in die Charts.
- Zu spät in einer Single- und einer Maxi-Version sowie die B-Seiten Ärzte-Theme und Mädchen.

## Titelliste
- Jungsseite

1. Ärzte-Theme (instrumental) (Felsenheimer, Runge, Urlaub) – 2:00
2. Scheißtyp (Felsenheimer/Felsenheimer) – 2:58
3. Paul (Urlaub/Urlaub) – 2:26
4. Kamelralley (Runge/Felsenheimer, Runge, Urlaub) – 4:00
5. Frank’n’stein (Felsenheimer/Felsenheimer) – 2:38
6. El Cattivo (Urlaub/Urlaub) – 3:12
7. Claudia hat ’nen Schäferhund (Urlaub/Urlaub) – 1:58

- Mädchenseite

1. Mädchen (Urlaub/Urlaub) – 2:55
2. Mr. Sexpistols (Felsenheimer/Felsenheimer) – 3:14
3. Micha (Urlaub/Urlaub) – 2:52
4. Zu spät (Urlaub/Urlaub) – 2:43
5. Roter Minirock (Urlaub, Runge/Urlaub, Runge) – 2:15
6. Schlaflied (Urlaub/Urlaub) – 4:13

## Devil
Die Neuveröffentlichung unter dem Namen Devil wurde am 21. Oktober 2005 von Sony Music Entertainment veröffentlicht. Sie enthält ein 24-seitiges Booklet sowie bis dahin unveröffentlichte Bonustracks und einen CD-ROM-Part mit zwei Videoclips. Die ausführlichen Linernotes stammen vom Journalist Ingo Neumayer, der auch den Pressetext verfasst hatte.

### Bonustracks
1. Teenager Liebe (Richy-Guitar-Version featuring Axel Knabben) (Urlaub/Urlaub)
2. Grace Kelly (Richy-Guitar-Version) (Urlaub/Urlaub)
3. Ärzte-Theme (Richy-Guitar-Version featuring Axel Knabben) (Felsenheimer, Runge, Urlaub)
4. Claudia hat ’nen Schäferhund (Version vom Unikum-Tapesampler) (Urlaub/Urlaub)
5. Füße vom Tisch (bisher unveröffentlicht) (Felsenheimer, Urlaub/Felsenheimer, Urlaub) / Sahnie’s Collective Wisdom (Hidden Track) (Runge)

CD-ROM-Part auf „Devil“
1. Teddybär – Video (größtenteils live 1983) (Felsenheimer/Felsenheimer)
2. Schlaflied – Video (unplugged 2002) (Urlaub/Urlaub; bearbeitet von Rod)

Drei der Bonustracks entstammen dem Soundtrack zum Film Richy Guitar. Claudia hat ’nen Schäferhund ist hier in seiner Ur-Version vertreten, welche 1983 auf dem Tapesampler Unikum Nr. 2 erstmals veröffentlicht wurde. Das Lied Füße vom Tisch wurde 1983 von Farin und Bela unter dem Pseudonym „Die Ulkigen Pulkigen“ im Rahmen der Aufnahmen für den Sampler Pesthauch des Dschungels aufgenommen, war bisher aber offiziell unveröffentlicht. Allerdings erschien es bereits vorher auf einem Bootleg der Doktorspiele-Reihe. Es kam in Umlauf, weil Farin Urlaub einige Tapes für enge Freunde kopiert hatte. Als CD-ROM-Part wurde ein Live-Video des Liedes Teddybär vom 17. Juli 1983 aus der Hasenheide, Berlin aufbereitet und ein Video von Schlaflied in einer Unplugged-Version von 2002 auf der CD veröffentlicht. Letzteres entstammt der Session zu Rock ’n’ Roll Realschule, konnte aber auf Grund der damals noch bestehenden Indizierung nicht auf der CD- beziehungsweise DVD-Version des Albums erscheinen.

### Erfolg
Die Neuveröffentlichung konnte sich im Gegensatz zur Erstveröffentlichung in den deutschen Charts auf Platz 5 platzieren. In Österreich und der Schweiz erreichte das Album die Top 100. Anlässlich dieser Wiederveröffentlichung lobte Marcus Schleutermann im Rock Hard Titel wie Paul und Zu spät als „Klassiker, die noch heute zu jedem Konzert gehören“. Weiterhin fasste er das Album als „charmant dilettantische Mischung aus Punk, Wave und Neuer Deutscher Welle“ zusammen.

## Trivia
Der Song Claudia hat ’nen Schäferhund wurde im 40. Asterix-Band Die weiße Iris (2023) in einer Szene verarbeitet: Dort singt der Barde Troubadix die Zeilen „Claudius hat ’nen Schäferhund“, welche eine Abwandlung des Ärzte Klassikers darstellen.